# 蒂瓦尔
蒂瓦尔（法語：Thivars，法語發音：[tivaʁ]）是法国厄尔-卢瓦省的一个市镇，位于该省中部偏南，属于沙特尔区。

## 地理
蒂瓦尔（48°22'43"N, 1°27'2"E）面积9.22 平方千米，位于法国中央-卢瓦尔河谷大区厄尔-卢瓦省，该省份为法国北部内陆省份，北起顺时针与厄尔省、伊夫林省、埃松省、卢瓦雷省、卢瓦-谢尔省、萨尔特省和奧恩省接壤。
与蒂瓦尔接壤的市镇（或旧市镇、城区）包括：巴尔茹维尔、达马里、厄尔河畔丰特奈、米尼耶尔、韦尔莱沙特尔。

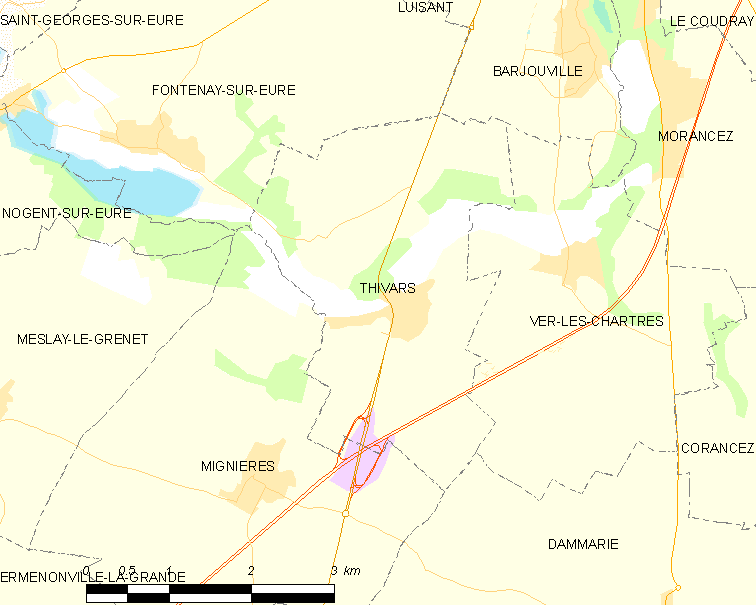
蒂瓦尔的OSM定位图

蒂瓦尔的时区为UTC+01:00、UTC+02:00（夏令时）。

## 行政
蒂瓦尔的邮政编码为28630，INSEE市镇编码为28388。

## 政治
蒂瓦尔所属的省级选区为沙特尔第二县。

## 人口

1962-2008年间蒂瓦尔人口变化图示

蒂瓦尔于2022年1月1日时的人口数量为1099人。